# Elena Valentinis

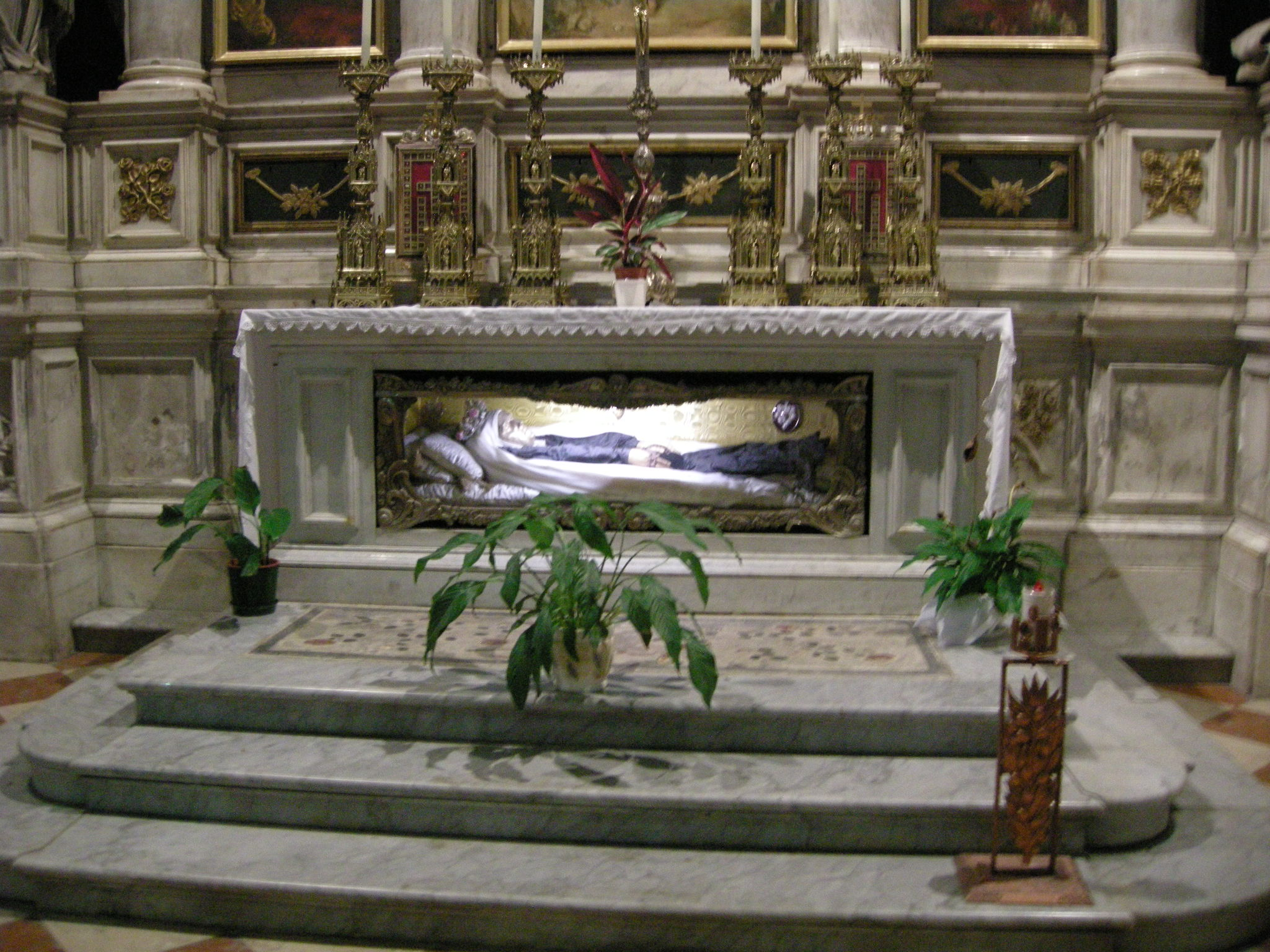
Tombe van Elena in de kathedraal van Udine

Elena Valentinis (Udine, 1396 - 23 april 1458) was een Italiaanse tertiaris van de Augustijnen. Zij is op 27 september 1848 door paus Pius IX zalig verklaard.
Elena werd geboren als lid van de familie Valentini, destijds de graven van Maniago. In 1414 trouwde ze met Antonio del Cavalcanti, met wie zij zes kinderen kreeg. Nadat haar echtgenoot in 1441 was overleden, besloot Elena zich aan het geloof te wijden. Een preek van Angelo da San Severino in de kerk Santa Lucia zette haar aan om tertiaris te worden bij de orde van de Augustijnen. Aanvankelijk bleef ze nog wonen in haar eigen huis, maar in 1446 trok ze in bij haar zus Perfetta, die eveneens tertiaris was.
Elena onderwierp zichzelf aan boetedoening. Ze had zichzelf een zwijgplicht opgelegd en ze sprak slechts op kerstavond, en verliet het huis alleen om te bidden in de Santa Lucia. Verder sliep ze op een bed van stenen en stro, ze leefde op water en brood, en ze had 33 kiezelsteentjes in haar schoenen gestopt om het lopen pijnlijk te maken. Elena had visioenen, en zou helende krachten hebben.
Vanwege fysieke problemen lag ze de laatste drie jaar van haar leven op haar bed, waar ze geduldig op haar dood wachtte. Op 23 april 1458 overleed ze.
Haar overblijfselen werden diverse keren verplaatst, totdat ze in 1845 in de kathedraal van Udine terechtkwamen. In 1848 volgde haar zaligverklaring.
Elena is de beschermster van weduwen, en helpt tevens om wereldlijke verleidingen te weerstaan. Haar feestdag is 23 april.